# Стара Домброва (Вольштинський повіт)
Стара Домброва (пол. Stara Dąbrowa, нім. Alt Dombrowo) — село в Польщі, у гміні Вольштин Вольштинського повіту Великопольського воєводства.
Населення — 381 особа (2011).
У 1975-1998 роках село належало до Зеленоґурського воєводства.

## Демографія
Демографічна структура станом на 31 березня 2011 року:
|          | Загалом | Допрацездатний вік | Працездатний вік | Постпрацездатний вік |
| -------- | ------- | ------------------ | ---------------- | -------------------- |
| Чоловіки | 195     | 53                 | 132              | 10                   |
| Жінки    | 186     | 44                 | 119              | 23                   |
| Разом    | 381     | 97                 | 251              | 33                   |